# Leptogaster incisuralis
Leptogaster incisuralis là một loài ruồi trong họ Asilidae. Leptogaster incisuralis được Loew miêu tả năm 1862.